# Brønderslev Hallerne
Brønderslev Hallerne er et idræts- og aktivitetscenter i Brønderslev.
Hallen slog dørene op for første gang 7 september 1967.
Centret består af 2 idrætshaller, en aktivitetssal en svømmehal, en bowling hal og 2 motionsrum Udover idræt og sportsarrangementer bruges hallerne også til møder, konferencer, messer og konfirmationer.
Hallerne er hjemmebane for flere sportsklubber inklusiv; Brønderslev IF, Brønderslev Hot Shots FC og Brønderslev Basketball Klub af 70.
Sammen med Brønderslev Hallerne ligger også Brønderslev Bowlingcenter, hvor bl.a. BK Outsiders har hjemmebane.
Brønderslev Bowlingcenter har 8 baner
Brønderslev Hallerne blev i 1988 brugt til DR's Super Chancen' hvor Suzanne Bjerrehuus var vært, i showet optrådte flere danske og internationale musiker bl.a. den amerikanske sanger John Denver.

## Ekstern Henvisning
- officiel hjemmeside Arkiveret 3. september 2011 hos  Wayback Machine